# William Gosset
Ne doit pas être confondu avec Kurt Student.
William Sealy Gosset (1876-1937) connu sous le pseudonyme Student est un statisticien anglais. Embauché par la brasserie Guinness pour stabiliser le goût de la bière, il a ainsi inventé le test de Student. Le test de Student est aujourd'hui utilisé de manière standard pour mettre en évidence une éventuelle différence entre deux échantillons ou tester la nullité d'un paramètre (p. ex. un coefficient d'une régression linéaire).

## Biographie
William Gosset est né à Canterbury, dans le Kent, en 1876. Il est le fils aîné d'Agnes Sealy Vidal et du colonel Frederic Gosset. Il fait ses études à Winchester, puis au New College d'Oxford, où il étudie la chimie et les mathématiques. En 1899, il commence à travailler pour la brasserie Guinness à Dublin en tant que chimiste. Entre 1905 et 1906, il part étudier dans le Galton Eugenics Laboratory au University College de Londres, avec Karl Pearson, qui devient son ami,.
En 1906, il épouse Marjory Surtees Phillpotts, avec qui il aura un fils et deux filles.
À partir de 1922, la brasserie lui fournit un assistant en statistiques, et se forme petit à petit un département de statistiques dont il est le chef. Il devient par la suite responsable du service scientifique de l'entreprise. En 1934, un accident de la route le rend boiteux. En 1935, il quitte l’Irlande et part travailler à la nouvelle brasserie Guinness de Londres.
Il meurt d'une crise cardiaque le 16 octobre 1937 à Beaconsfield à l'âge de 61 ans.
L'entreprise Guinness ne l'ayant pas laissé signer de son vrai nom, il publie ses travaux en statistiques sous le nom de Student, nom qu'on retrouve aujourd'hui encore associé à de nombreux outils statistiques.